# Salierbrücke
Die Salierbrücke ist eine Straßenbrücke, die östlich von Speyer den Rhein bei Stromkilometer 399,80 überspannt. Das Bauwerk besteht im Strombereich aus einer gevouteten Stahlbalkenbrücke und im östlichen Vorland aus einer Spannbetonbalkenbrücke. Sie liegt im Verlauf der Bundesstraße 39, die Speyer und Hockenheim verbindet.
Der Brückenzug ist insgesamt 595 m lang und hat zwei Fahrstreifen sowie beidseitig einen Geh- und einen Radweg.

## Geschichte

### Fähren
Jahrhundertelang konnte der Rhein bei Speyer nur mittels Fähren überquert werden. In der Umgebung von Speyer gab es fünf Fähren, die vermutlich alle schon lange vor ihren Ersterwähnungen bestanden.
Es waren dies die 1191 erstmals erwähnte Fähre bei Rheinsheim, die 1297 ersterwähnte Fähre Udenheim (heute Philippsburg), die Ende des 13. Jahrhunderts ersterwähnte Lußheimer Fahr nach Altlußheim, die 1228 erstmals genannte bischöfliche Fähre bei Ketsch und schließlich die 1296 erstmals erwähnte Husener Fahr, also die Rheinhäuser Fähre. Eine vergleichbare Fähre wird in Bonn schon 934 erwähnt.
1782 plante das Speyerer Domkapitel anstelle der Rheinhäuser Fähre (damals Rheinhauser Fahr genannt) eine „Fliegende Brücke“ einzurichten, gab den Plan wegen zu hoher Kosten aber wieder auf.

### Schiffbrücke
Mit einem Staatsvertrag einigten sich 1862 das Großherzogtum Baden und das Königreich Bayern, zu dem die linksrheinische Pfalz damals gehörte, auf die Errichtung einer Schiffbrücke für den Straßenverkehr bei Speyer. Das Bauwerk wurde von der Stadt Speyer gebaut und 1866 in Betrieb genommen.
1871 kam es dann zur Vereinbarung zwischen Baden und Bayern, die Bahnstrecke Heidelberg–Schwetzingen–Speyer mit einer Schiffbrücke als Rheinquerung zu errichten. Am 10. Dezember 1873 wurde die Strecke eröffnet. Die Schiffbrücke hatte die Pfälzische Ludwigsbahn-Gesellschaft von der Stadt Speyer gekauft und in eine kombinierte Straßen- und Eisenbahnbrücke umgebaut. Die Schiffbrücke bestand aus elf Jochen, die sich aus jeweils drei bis vier eisernen Kähnen zusammensetzten. Sechs Joche waren im Rhein fest verankert, drei waren ausfahrbare Durchlassjoche mit Motorantrieb und zwei waren Landjoche. Das Bauwerk musste mehrmals täglich für den Personenzug der Bahnstrecke Heidelberg–Speyer zusammen- und anschließend wieder auseinander gefahren werden, damit der Schiffsverkehr auf dem Fluss passieren konnte.
Dazu ließ die Bedienmannschaft die Durchlassjoche nach Lösung der mechanischen Verbindungen mit der Strömung aus der Brücke herausfahren und zog sie zur Seite. Nach Passage der Schiffe zogen sich die Joche an Ankerketten mittels Benzinmotoren wieder an ihre Positionen. 1929 querten täglich zwölf Züge die Brücke, die währenddessen für den Straßenverkehr gesperrt war. Die eigentliche Schiffbrücke hatte eine Länge von 234,6 m und bestand aus 43 Pontons. Hinzu kamen noch jeweils 84 m für die beiden Uferrampen. Die Fahrbahnbreite betrug 5,9 m. Die Schiene lag im Durchschnitt 1,60 m über der Wasseroberfläche. Die Höhe der Uferrampen konnte durch manuell betriebene Spindeln an den Wasserstand angepasst werden.
Bei einem Wasserstand von 8,2 m am Pegel Maxau und bei Eisgang wurden die einzelnen Joche in den Hafen geschleppt. Personen und kleinere Gepäckstücke wurden mit Ruderbooten übergesetzt.
Nach dem Abbau der Schiffbrücke wurden die Bestandteile von der Wehrmacht für Übungszwecke verwendet.

### Brücke von 1938
1925 begannen die ersten Verhandlungen zwischen dem Deutschen Reich, der Deutschen Reichsbahn-Gesellschaft und den Ländern Baden und Bayern über den Ersatz der Schiffbrücken bei Speyer und Maxau, die den wachsenden Schiffsverkehr auf dem Rhein immer stärker behinderten, durch feste Brücken. Erst 1931 einigten sich die Beteiligten darauf, dass das Deutsche Reich und die DRG je 1/3 der Baukosten tragen und die beiden Länder jeweils 1/6. Der erste Spatenstich für die neue Rheinquerung erfolgte am 23. September 1933, erst Mitte 1935 begannen aber die Arbeiten vor Ort an der kombinierten Straßen- und Eisenbahnbrücke. Anfang 1938 wurde das Bauwerk dem Verkehr übergeben, am 3. April 1938 folgte die offizielle Einweihung. Ende des Zweiten Weltkrieges wurde der Brückenzug am 23. März 1945 durch sich zurückziehende deutsche Einheiten gesprengt.

#### Konstruktion
Der Brückenzug war 563 m lang und 13,0 m breit. Er bestand im Strombereich aus einer zweifeldrigen, pfostenlosen Strebenfachwerkkonstruktion aus Stahl mit unten liegender Fahrbahn. Die Stützweiten des Durchlaufträgers betrugen 163,2 m und 108,8 m, die Systemhöhe war 15,5 m bei einem Hauptträgerabstand von 12,8 m. Im Vorland waren Vollwandträgerkonstruktionen mit oben liegender Fahrbahn angeordnet. Rechtsrheinisch hatten das Bauwerk sechs Öffnungen mit Stützweiten von 45 m, linksrheinisch ein Feld mit 20 m Stützweite.

### Pontonbrücke von 1945

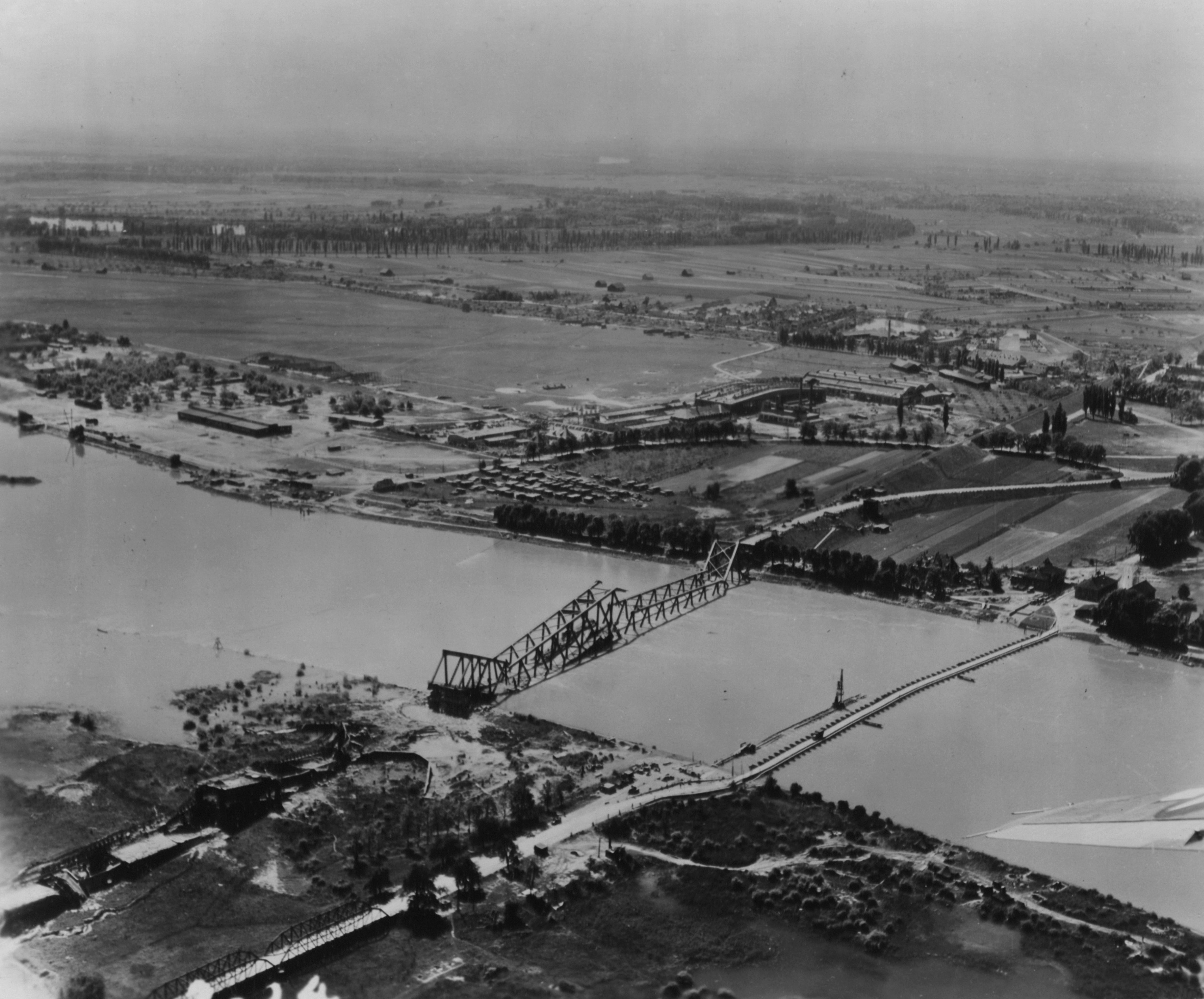
Gesprengte Rheinbrücke, schwimmende Ersatzbrücke, Blick von der badischen Rheinseite, Mai 1945

Ab dem 31. März 1945 begannen französische Pioniere unterhalb der gesprengten Brücke mit dem Bau einer Pontonbrücke, die ab dem 3. April 1945 befahrbar war, allerdings ausschließlich für den Militärverkehr. Ein zwei Meter hoher Gedenkstein erinnert vor Ort daran. Für den Zivilverkehr wurde Anfang 1946 die Fähre wieder in Betrieb genommen.

### Brücke von 1956

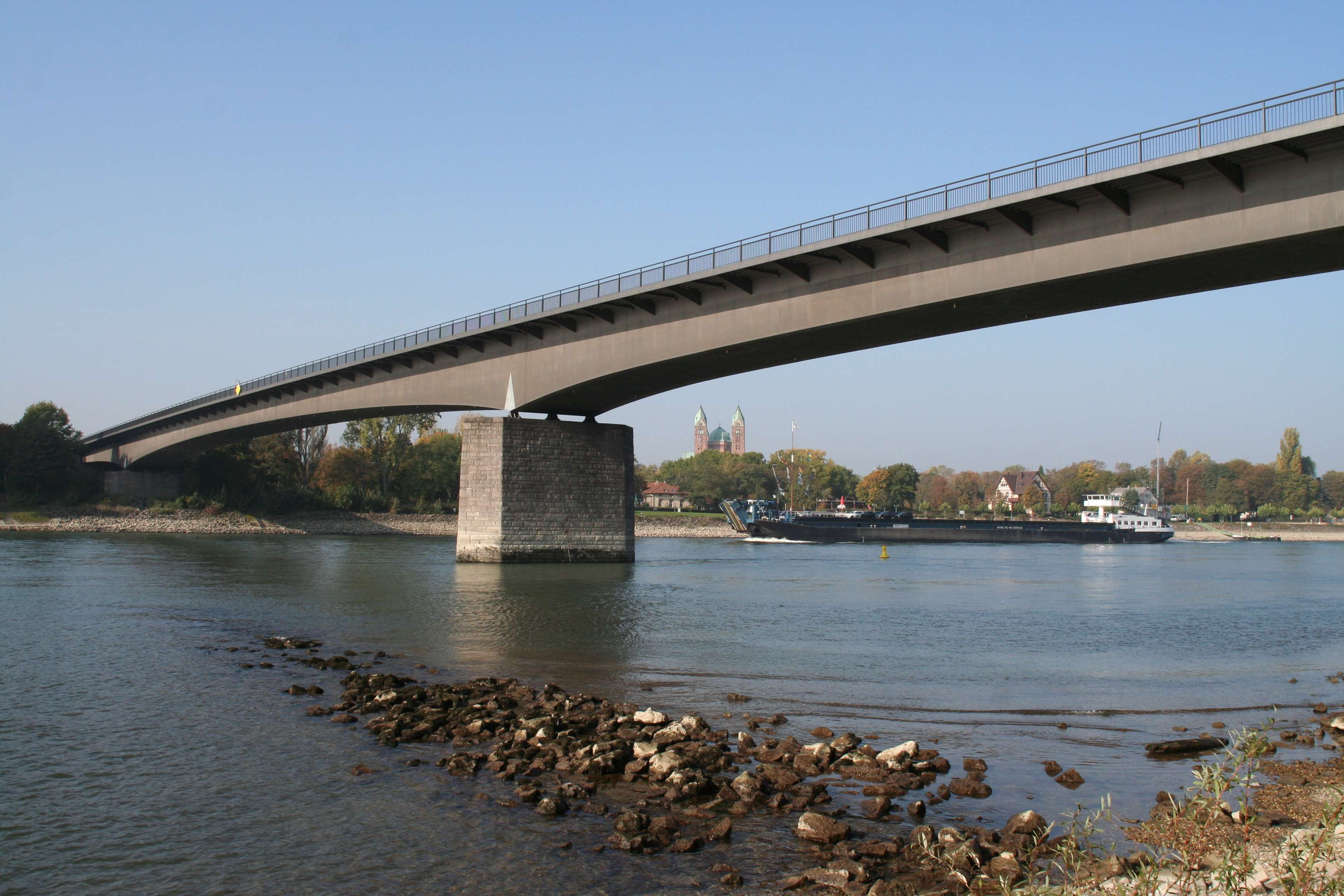
Salierbrücke mit Speyrer Dom im Hintergrund

Nach der Vergabe im August 1954 begann Anfang 1955 der Brückenneubau, diesmal jedoch nur als Straßenbrücke, da die Bahnstrecke stillgelegt worden war. Um die Brücke unaufdringlich in die Silhouette im Stadtbild mit dem Speyrer Dom einzugliedern, wurde diesmal als Brückenkonstruktion eine Deckbrücke mit obenliegender Fahrbahn gewählt. Am 3. November 1956 wurde das Bauwerk von dem damaligen Bundesverkehrsminister Hans-Christoph Seebohm und dem rheinland-pfälzischen Ministerpräsidenten Peter Altmeier, dem Verkehr übergeben. Im Sommer 1977 war die Brücke zur Fahrbahnsanierung komplett gesperrt.
Seit dem 21. Januar 2019 war die Brücke für den Individualkraftverkehr zur Sanierung und Ertüchtigung gesperrt. Es durften nur noch Rettungswagen, Linienbusse, Fahrradfahrer und Fußgänger die Brücke während dieser Zeit passieren. Die Arbeiten sollten zunächst bis Ende 2020 abgeschlossen sein. Tatsächlich wurde die Brücke am 24. November 2021 für den allgemeinen Verkehr wieder freigegeben. Aufgrund von Schadstoffbelastungen und zusätzlichen Verstärkungsmaßnahmen der Fahrbahn hatten sich die Gesamtkosten von 16,7 Millionen Euro auf rund 28,7 Millionen Euro erhöht.

#### Konstruktion
Das Bauwerk von 1956 ist auf den Fundamenten der Vorgängerbrücke gegründet, nur das linksrheinische Widerlager wurde Richtung Westen verschoben. Der Brückenzug besteht im rechtsrheinischen Vorland aus einer sechsfeldrigen Spannbetonbrücke mit 270 m Länge und Stützweiten von 2 × 44,65 m – 2 × 45,15 m – 44,65 m – 45,75 m. Der Brückenüberbau hat einen vierstegigen Plattenbalkenquerschnitt und ist am Rheinufer zusammen mit der Hauptbrücke auf einem breiten granitverkleideten Trennpfeiler gelagert. Die Gradiente beträgt 1,43 %.
Die Strombrücke ist eine dreifeldrige, gevoutete Stahlbalkenbrücke mit einer Länge von 324,7 m, bei Stützweiten von 109,2 m im rechtsrheinischen Randfeld, 163,5 m im mittleren Feld und 52,0 m im linksrheinischen Randfeld.
Die Konstruktionshöhe beträgt über den Hauptpfeilern 6,4 m, in Strommitte 3,37 m und an den Enden der Stahlkonstruktion 3,0 m. Der Überbau besteht aus einem geschlossenen Stahlkasten mit 8,0 m Breite, die obere Fahrbahnplatte kragt beidseitig 3,1 m aus, Kragträger sind alle 5,25 m angeordnet. Im Strombereich wird eine lichte Höhe von 9,1 m beim höchsten schiffbaren Wasserstand eingehalten.

## Film
- Die Schiffsbrücke von Speyer, SWR, Folge 125 der Reihe Eisenbahn-Romantik (1995)